# 로사나 시몬
로사나 시몬 알라모(스페인어: Rosana Simón Álamo, 1989년 7월 11일~)는 스페인의 태권도 선수이다. 2008년 하계 올림픽에 참가했으며 2009년 세계 선수권 대회에서 여자 헤비급 금메달을 획득했다.